# Bakonygyirót
Bakonygyirót – wieś i gmina w północno-zachodniej części Węgier, w pobliżu miasta Pannonhalma.
Miejscowość leży na obszarze Małej Niziny Węgierskiej. Administracyjnie należy do powiatu Pannonhalma, wchodzącego w skład komitatu Győr-Moson-Sopron.

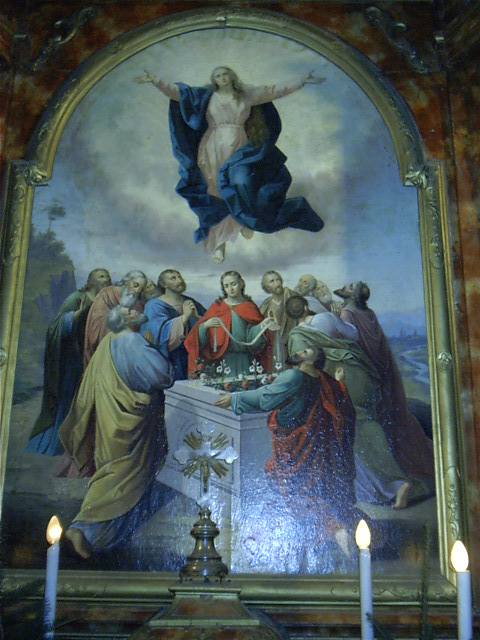
Wnętrze kościoła w Bakonygyirót

Gmina Bakonygyirót liczy 144 mieszkańców (2009) i zajmuje obszar 6,85 km².

## Linki zewnętrzne

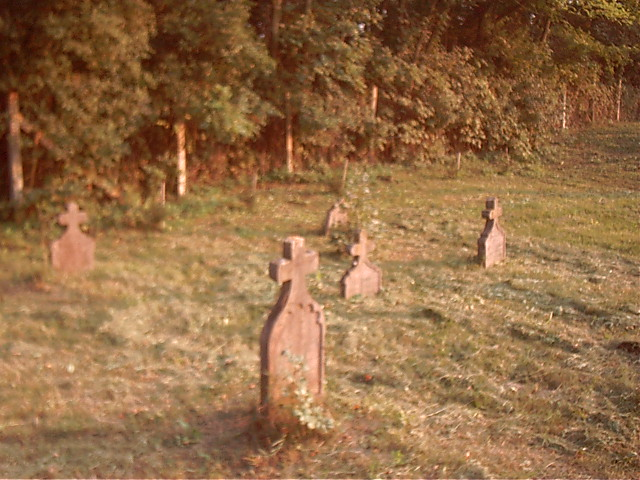
Miejscowy cmentarz